# Jésus parmi les docteurs (suiveur de Bosch)
Cet article concerne un tableau. Pour l'épisode biblique, voir Jésus parmi les docteurs.
Jésus parmi les docteurs est un tableau peint par un suiveur de Jérôme Bosch dans les années 1540-1550 et conservé parmi les collections du château d'Opočno.

## Iconographie

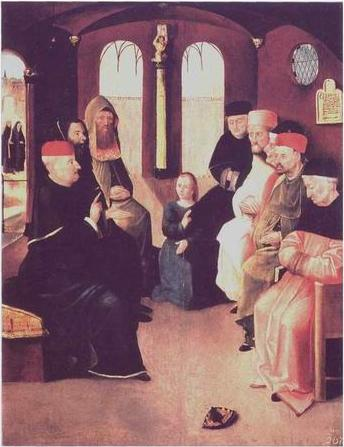
Photographie réalisée avant la restauration de 1994-1996.

Peint à l'huile sur un panneau formé de trois petites planches de chêne, le tableau représente l'épisode de Jésus parmi les docteurs, raconté dans l’Évangile selon Luc (2 : 41-52), qui s'inscrit dans le cycle des sept douleurs de Marie, mère de Jésus.
La scène a lieu dans le Temple de Jérusalem, identifié par la statuette de Moïse brandissant les tables de la Loi placée au sommet de la colonne visible derrière Jésus. Ce détail est conforme à la typologie biblique opposant la Loi juive, transmise par Moïse, à la doctrine chrétienne apportée par Jésus-Christ. Une autre statuette, placée au sommet du chapiteau d'une colonne jouxtant la porte du temple, représente un cerf endormi. Il pourrait s'agir d'un symbole du Christ. Au fond de la salle, une sorte d'abside fermée par un rideau pourrait représenter le Saint des saints.
À gauche, par la porte ouverte sur un paysage urbain, on voit arriver les parents de Jésus. Celui-ci, âgé de douze ans, se tient au milieu de huit hommes assis sur des sièges ou des banquettes. Ils sont plutôt vieux et leur physionomie est plus ou moins caricaturale, contrastant ainsi avec la pureté des traits du Christ. Ce sont les « docteurs » de la Loi juive, scribes, théologiens ou « rabbis ». L'un d'eux, à l'extrême gauche, semble en discussion voire en disputatio avec le prophète précoce, tandis que les autres ont l'air tantôt attentifs, tantôt assoupis.
Mia Cinotti juge contraire à l'iconographie traditionnelle le fait que l'enfant ne soit pas assis en chaire mais placé directement au milieu des docteurs. On peut toutefois relever un parti semblable chez des artistes flamands et néerlandais contemporains de Bosch tels que Jan Joest van Kalkar ou Quentin Metsys. Il s'agit en effet d'un type iconographique propre aux Pays-Bas.

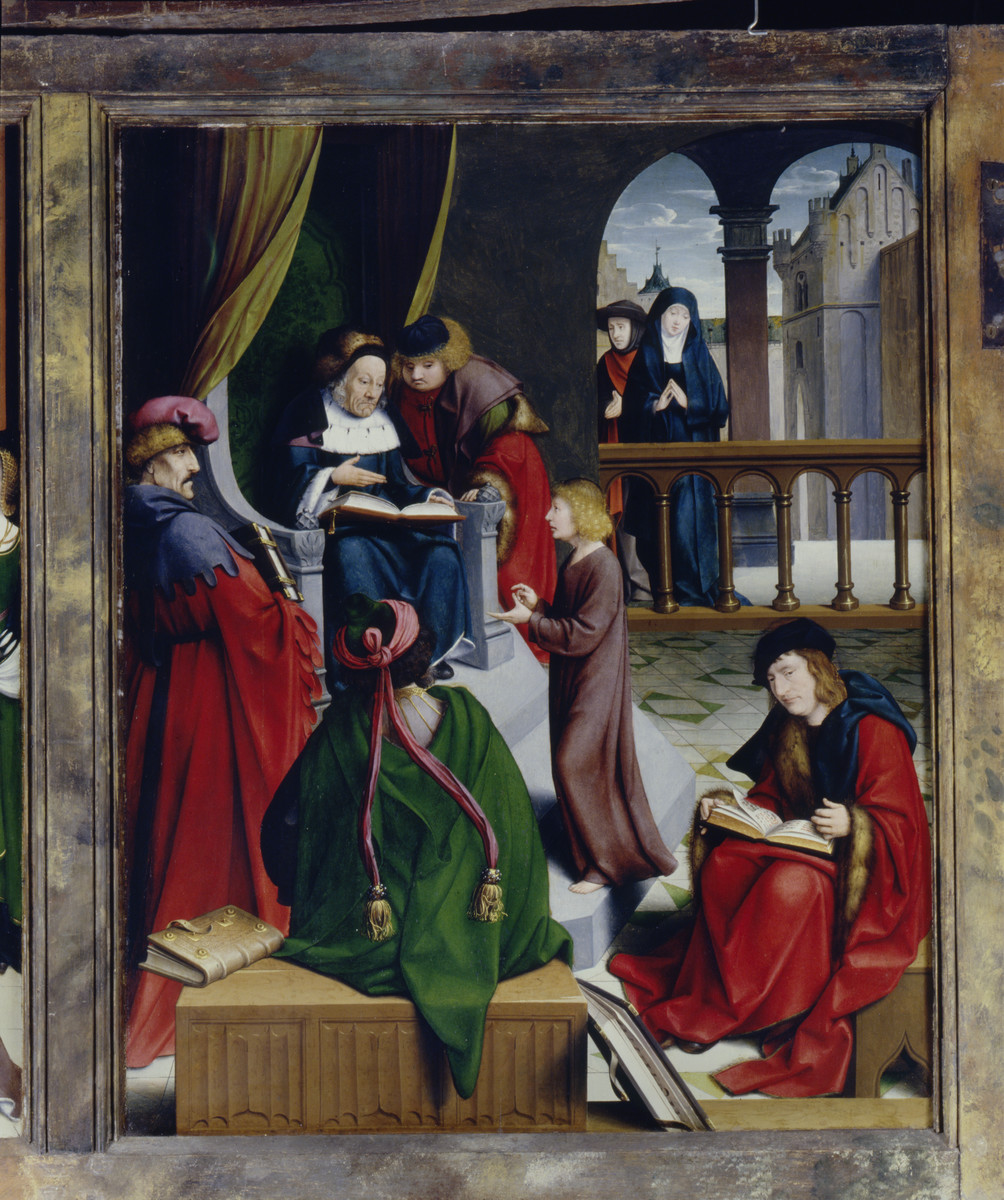
Jan Joest, détail du maître-autel de l'église Saint-Nicolas de Kalkar, vers 1505-1508.
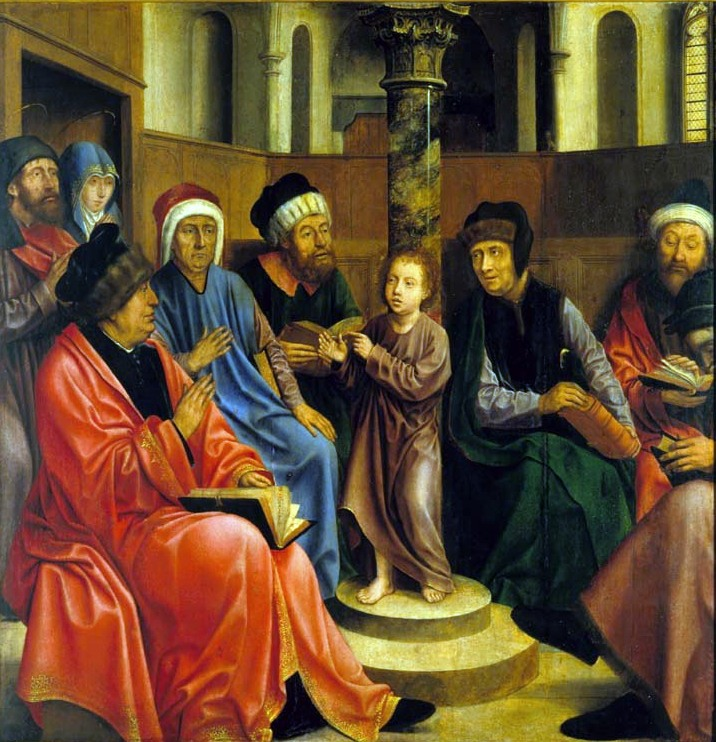
Quentin Metsys, fragment du polyptyque des Sept douleurs de Marie, Museu Nacional de Arte Antiga de Lisbonne, vers 1509-1511.

Un douzième personnage est agenouillé au premier plan, à gauche. Il s'agit d'un vieil homme lisant un livre, sa toque posée à terre devant lui. Sa tonsure pourrait suggérer un statut d'ecclésiastique. Il s'agit probablement du portrait d'un donateur, commanditaire de l’œuvre, ou d'un défunt dont le tableau aurait ainsi constitué l'épitaphe.
Ce personnage a longtemps été caché sous la surface picturale. Ce n'est qu'à l'occasion de la restauration de 1994-1996 qu'il a été entièrement mis au jour. Son vêtement est inachevé, ce qui indique qu'il a été recouvert pendant la réalisation du tableau. Cette suppression pourrait être due à une modification de la commande en cours d'exécution.
Au premier plan à droite, disposé symétriquement à la toque du donateur, qui avait aussi été cachée, un papillon de l'espèce aglais urticae paraît comme posé sur la surface du tableau, à la manière d'un trompe-l'œil. Il pourrait s'agir d'un symbole de l'immortalité de l'âme, approprié à une épitaphe.

## Historique
L’œuvre provient probablement de la collection de l'archevêque de Salzbourg Hieronymus von Colloredo-Mannsfeld. Après la mort de ce dernier en 1812, sa famille entre en possession du tableau, mais ce n'est qu'en 1829 que František Horčička le mentionne pour la première fois dans l'inventaire manuscrit de la galerie praguoise des Colloredo-Mannsfeld, sous le no 204 (le no 267 peint au coin inférieur droit est antérieur).
Cet inventaire contient une curieuse notice : « Hieronymus, ancienne école de Cologne... Peut-être Hieronymus da Udine ? Chacun des propriétaires successifs de ce tableau doit transmettre avec soin l'importante tradition selon laquelle le peintre a payé de sa vie le fait d'avoir représenté de manière satirique les membres du clergé de son temps. Les caricatures des faux docteurs semblent être les portraits des théologiens qui vivaient à cette époque et dont le papillon représente la futilité. Compliments à ce Monsieur ».
En 1895, la collection Colloredo-Mannsfeld est installée au château d'Opočno. Ce dernier ayant été confisqué par l'Allemagne nazie en 1942 puis par l’État tchécoslovaque après la Seconde Guerre mondiale, le tableau est ensuite conservé et inventorié (no 4679) par l'Institut national du patrimoine à Pardubice.
Une première restauration a lieu en 1973-1975. Entre 1994 et 1996, une nouvelle restauration est effectuée par Vlastimil et Tomáš Berger, révélant la présence du personnage agenouillé au premier plan. Le tableau est alors exposé à la Galerie nationale de Prague. Il rejoint ensuite le château, où il est présenté au public dans le cabinet d'étude du premier étage.

## Autres versions
D'autres versions sont conservées au Musée du Louvre (collection d'Alexandre Du Sommerard, auparavant au Musée de Cluny), au Philadelphia Museum of Art (collection de John G. Johnson), au musée de Großschönau (Saxe), à la Fürstliche Rentkammer de Braunfels (d), dans la collection Weinzheimer de Settignano, dans l'ancienne collection de John Pierpont Morgan (tableau vendu par Christie's en 1974) et dans des collections privées à Valence (Espagne) et Enschede (collection Van Heek).
Elles sont souvent de moindre qualité et aucune ne contient la figure du donateur, ce qui semble indiquer l'antériorité du panneau d'Opočno, dont toutes les autres versions ne seraient donc que des copies.

Différentes versions
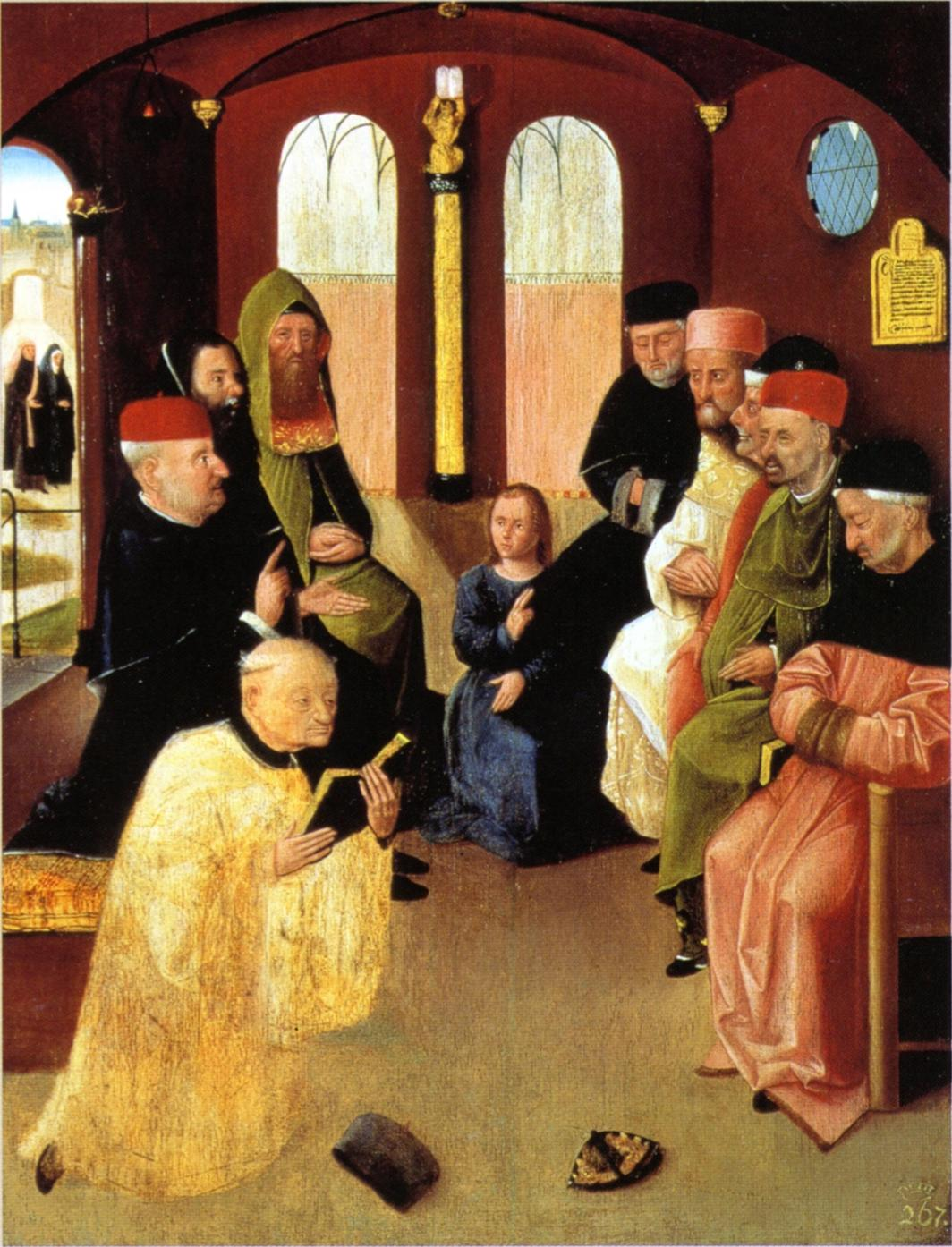
Version d'Opočno.
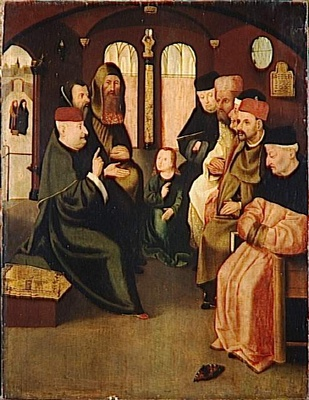
« Version du Louvre », notice no 00000081315.
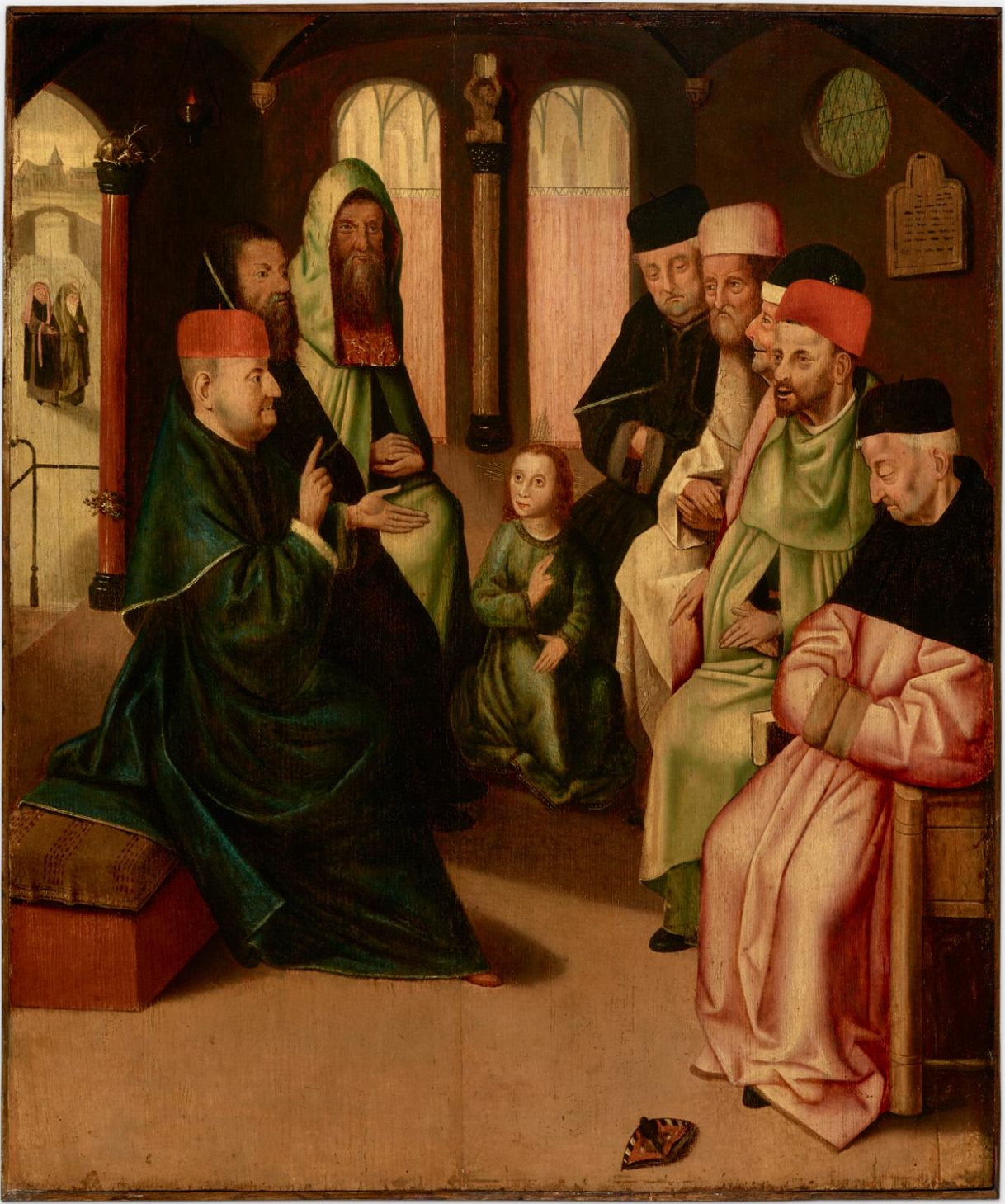
Version de Philadelphie (après 1555)[4].
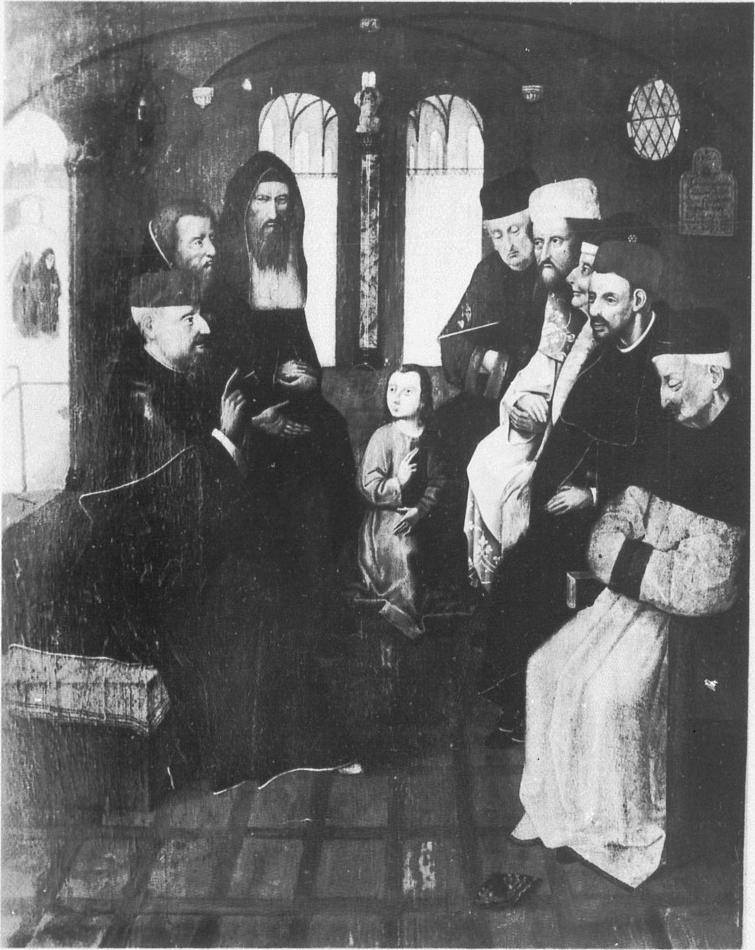
Version de Großschönau.

## Attribution et datation
L'attribution à Bosch de tableaux sur ce thème ne remonte qu'au XVIIe siècle, avec des inventaires mentionnant une toile - alors que cet artiste ne peignait que sur bois - appartenant au palais royal de Madrid (1607, 1612) et une pièce de la collection anversoise de Pieter Stevens (1669).
La notice de 1829 (« Hieronymus, ancienne école de Cologne ») est révélatrice de l'état des connaissances sur Bosch jusqu'à la fin du XIXe siècle. En 1937, A. Matějček attribue l’œuvre à un maître néerlandais actif vers 1520 et influencé par Bosch.
En 1980, Gerd Unverfehrt présente le panneau d'Opočno comme l'une des copies d'un original perdu. Quelques années plus tard, Jarmila Vacková est la première parmi les historiens de l'art à reconnaître la valeur artistique supérieure de la version tchèque, qu'elle propose de dater vers le milieu du XVIe siècle.
La découverte de la figure du donateur, absente des autres versions, aurait pu suggérer l'authenticité de l’œuvre d'Opočno. Or, les restaurateurs ont également découvert dans les coins du tableau les restes d'un quadrillage qui a pu servir à transposer un dessin ou une peinture préexistante. Ce procédé de copie était courant dans les ateliers de peintre.
D'un point de vue technique et stylistique, l'attribution à Bosch est réfutée par Olga Kotková et Jarmila Vacková, qui soulignent l'hétérogénéité et les différences méthodologiques du dessin sous-jacent ainsi que la faiblesse des détails par rapport à l'Ecce Homo de Francfort (vers 1485-1495), une œuvre généralement placée au début de la carrière du maître de Bois-le-Duc. Elles attribuent donc le Jésus parmi les docteurs à un atelier d'au moins deux suiveurs archaïsants de Bosch, actif dans les années 1540. La question de l'existence ou non d'un original perdu de Bosch reste ouverte.
L'analyse dendrochronologique effectuée par Peter Klein, spécialiste des panneaux de Jérôme Bosch, date le dernier anneau de chêne de 1528. En y ajoutant un minimum de neuf cercles d'aubier manquants ainsi qu'une moyenne de deux ans de séchage et de stockage, Klein fixe le terminus post quem de la réalisation de l’œuvre à l'année 1539, soit vingt-trois ans après la mort de Bosch. Mais comme il est probable qu'un plus grand nombre de cercles d'aubier soit manquant, ce spécialiste estime que le tableau a pu être peint dans les années 1540.
Tout en acceptant cette datation, Frédéric Elsig propose quant à lui une attribution à un disciple de Bosch, Gielis Panhedel, en se fondant sur des similitudes avec la technique et la composition spatiale observables dans d'autres œuvres qu'il identifie comme des productions de Panhedel. Le Christ parmi les docteurs d'Opočno aurait selon lui été peint entre Le Christ et la femme adultère de Philadelphie et Les Noces de Cana de Rotterdam.